# Clathrodrillia inimica
Clathrodrillia inimica é uma espécie de gastrópode do gênero Clathrodrillia, pertencente à família Drilliidae.